# Dolmen du Lac d’Aurie
Der Dolmen du Lac d’Aurie (deutsch „Dolmen vom See Aurie“; auch "Dolmen du Pech-Lapeyre" genannt) ist die älteste als historisches Monument eingestufte Megalithanlage im Département Lot in Frankreich. Dolmen ist in Frankreich der Oberbegriff für neolithische Megalithanlagen aller Art (siehe: Französische Nomenklatur).
Der Dolmen liegt in Limogne-en-Quercy zwischen Cajarc und Lalbenque im Süden von Lot. Vom Dorf führt die Straße Cagnagol in den Wald und zum, auf zwei kleinen Tragsteinen ruhenden Deckstein. Der Deckstein von etwa 3,0 × 2,0 m ist 0,7 m stark. Mit 17 Tonnen Gewicht ist er der schwerste in Lot.
Der Dolmen wurde im Jahre 1889 als Monument historique eingestuft.
In der Nähe liegt der Dolmen von Pajot.